# Clarias
Clarias  es un  género de peces gato (orden Siluriformes) de la familia de Clariidae (peces gato capaces de respirar fuera del agua). Su nombre se deriva del griego chlaros, que significa vivo, animado, dada la capacidad de estos peces de permanecer vivos fuera del agua largo tiempo.

## Taxonomía
Clarias se ha definido como parafilético. Una especie del género Heterobranchus (H. longifilis) se encuentra profundamente inserta en este grupo.

## Descripción
Las especies de este género se reconocen por sus aletas dorsal y anal alargada en sus bases, que les dan un aspecto similar al de las anguilas. Tienen cuerpos delgados, cabeza ósea aplanada y una boca amplia terminal, con cuatro pares de barbas. Poseen un gran órgano adicional de respiración formado por arcos branquiales modificados. Poseen fuertes espinas pero solo en las aletas pectorales.
Algunos miembros de este género pueden alcanzar más de un metro de longitud (como Clarias anguillaris, C. buthupogon, C. gariepinus o C. macrocephalus). Son de rápido crecimiento y muy fértiles, reproduciéndose fácilmente en aguas con condiciones óptimas de oxígeno.
Son de coloración uniforme gris oscuro, barro negro o marrón.

## Distribución geográfica y ecología

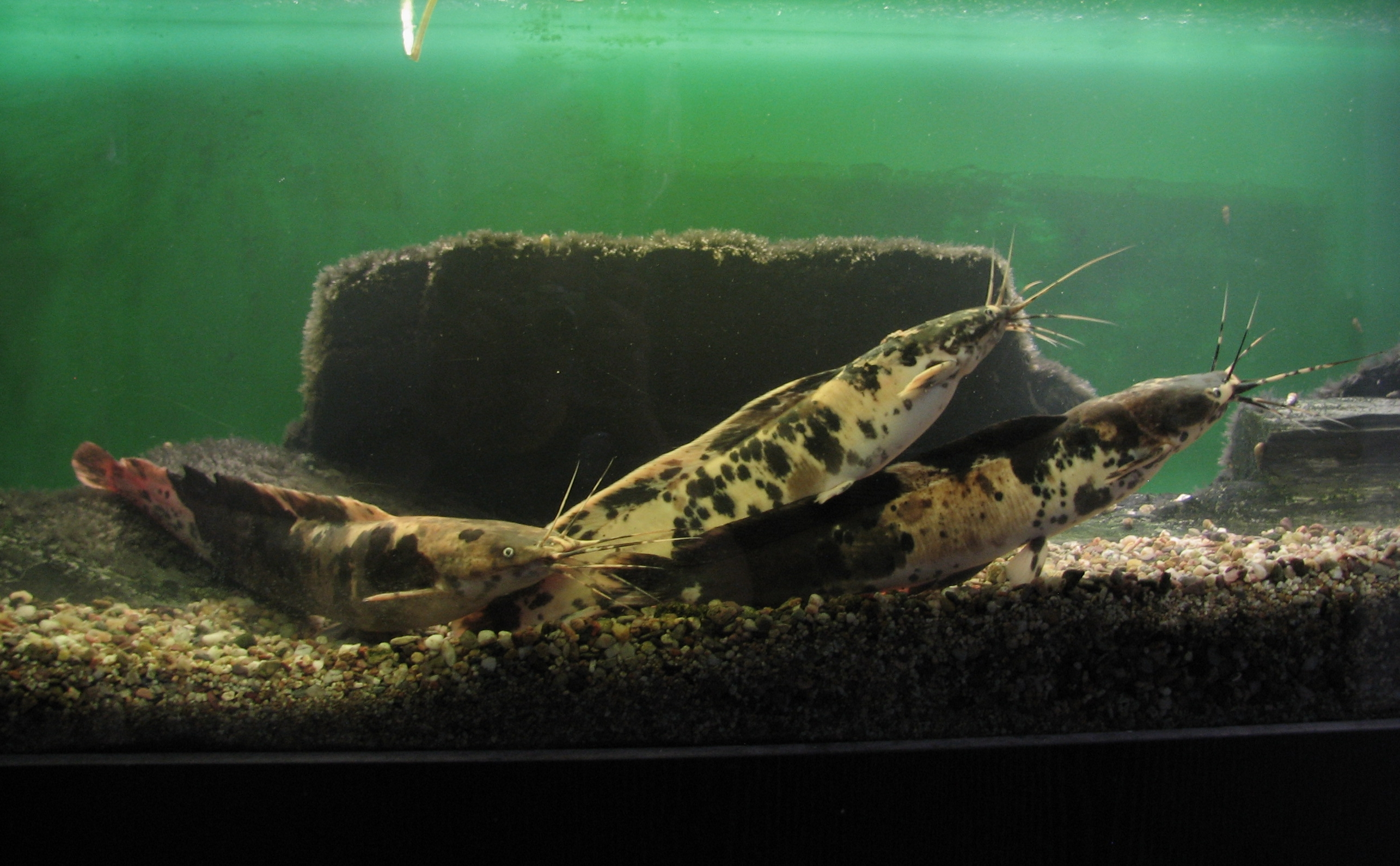
Clarias batrachus

Se distribuyen desde el sudeste Asiático y Asia Oriental hasta África, incluyendo India y Asia Menor. Su diversidad es mayor en África.
Algunas de las especies de este género tienen una gran importancia comercial como proveedores de carne. Probablemente debido a esos intereses económicos y para ser usados como fuente de alimentación, han sido introducidas en Estados Unidos (Florida), Indonesia, Hong Kong, China, Gran Bretaña, Papúa Nueva Guinea, Guam, Taiwán, Tailandia y Cuba, produciendo impactos negativos en los ecosistemas locales. Estos efectos son distintos según el ecosistema afectado, pero en general consisten en la depredación de las especies locales, ya sean peces, anfibios e incluso aves. En Florida se ha documentado la invasión de los estanques de acuicultura por estos animales para alimentarse de los peces en ellos criados. Debido a la introducción en otros países, han llegado a ser uno de los géneros de peces gato de distribución más amplia.
Clarias batrachus está incluido en la lista 100 de las especies exóticas invasoras más dañinas del mundo de la Unión Internacional para la Conservación de la Naturaleza.

## Especies
Actualmente se clasifican 61 especies dentro de este género:
- Clarias abbreviatus (Valenciennes, 1840)[23]
- Clarias agboyiensis (Sydenham, 1980)[24]
- Clarias albopunctatus (Nichols & La Monte, 1953)[25]
- Clarias alluaudi (Boulenger, 1906)[26]
- Clarias anfractus (Ng, 1999)
- Clarias angolensis (Steindachner, 1866)
- Clarias anguillaris (Linnaeus, 1758)[27][28]
- Clarias batrachus (Linnaeus, 1758)[29][30]
- Clarias batu (Lim & Ng, 1999)[31]
- Clarias brachysoma (Günther, 1864)
- Clarias buettikoferi (Steindachner, 1894)
- Clarias buthupogon (Sauvage, 1879)
- Clarias camerunensis (Lönnberg, 1895)
- Clarias cataractus (Fowler, 1939)
- Clarias cavernicola (Trewavas, 1936)[32]
- Clarias dayi (Hora, 1936)[33]
- Clarias dhonti (Boulenger, 1920)
- Clarias dumerilii (Steindachner, 1866)
- Clarias dussumieri (Valenciennes, 1840)
- Clarias ebriensis (Pellegrin, 1920)[34]
- Clarias engelseni (Johnsen, 1926)
- Clarias fuscus (Lacépède, 1803)
- Clarias gabonensis (Günther, 1867)
- Clarias gariepinus (Burchell, 1822)[35][36][37]
- Clarias gracilentus Ng, Hong & Tu, 2011
- Clarias hilli (Fowler, 1936)
- Clarias insolitus (Ng, 2003)[38]
- Clarias intermedius (Teugels, Sudarto & Pouyaud, 2001)[39]
- Clarias jaensis (Boulenger, 1909)
- Clarias kapuasensis (Sudarto, Teugels & Pouyaud, 2003)[40]
- Clarias laeviceps (Gill, 1862)
- Clarias lamottei (Daget & Planquette, 1967)[41][42]
- Clarias leiacanthus (Bleeker, 1851)
- Clarias liocephalus (Boulenger, 1898)
- Clarias longior (Boulenger, 1907)
- Clarias maclareni (Trewavas, 1962)
- Clarias macrocephalus (Günther, 1864)[43]
- Clarias macromystax (Günther, 1864)
- Clarias magur (Hamilton, 1822)
- Clarias meladerma (Bleeker, 1846)
- Clarias microspilus  Ng & Hadiaty, 2011
- Clarias microstomus (Ng, 2001)[44]
- Clarias nebulosus (Deraniyagala, 1958)
- Clarias ngamensis (Castelnau, 1861)[45]
- Clarias nieuhofii (Valenciennes, 1840)
- Clarias nigricans (Ng, 2003)[46]
- Clarias nigromarmoratus (Poll, 1967)
- Clarias olivaceus (Fowler, 1904)
- Clarias pachynema (Boulenger, 1903)[47]
- Clarias planiceps (Ng, 1999)
- Clarias platycephalus (Boulenger, 1902)
- Clarias pseudoleiacanthus (Sudarto, Teugels & Pouyaud, 2003)[40]
- Clarias pseudonieuhofii (Sudarto, Teugels & Pouyaud, 2004)[48]
- Clarias salae (Hubrecht, 1881)
- Clarias sauteri (Regan, 1908)
- Clarias stappersii (Boulenger, 1915)
- Clarias submarginatus (Peters, 1882)
- Clarias sulcatus (Ng, 2004)[49]
- Clarias teijsmanni (Bleeker, 1857)
- Clarias tenuis (Güntert, 1938)
- Clarias theodorae (Weber, 1897)
- Clarias werneri (Boulenger, 1906)